# Dash Berlin
Dash Berlin (Даш Берлін) - нідерландський колектив, що пише  музику в стилі транс. Створений в 2007 році в Гаазі. Учасниками колективу є три діджея нідерландського походження: Jeffrey Sutorius, Eelke Kalberg, Sebastiaan Molijn.. Фронтменом групи є Jeffrey Sutorius.

## Історія
Jeffrey Sutorius народився в Гаазі 8 листопада  1979 року в сім'ї джазового барабанщика. У шкільні роки він став великим шанувальником електронної музики. Натхненний творчістю таких музикантів як Sven Vath, Oliver Lieb, Sander Kleinenberg, він взяв псевдонім Dash Berlin і почав сам писати музику. У 2006 році Dash Berlin об'єднує зусилля зі своїми друзями і Sebastiaan Molijn та Eelke Kalberg і разом вони вирішують назватися Dash Berlin Sound.
Свій перший сингл «Till The Sky Falls Down» Dash Berlin випустив в 2007 році на Captivating Sounds - саб-лейблі Armada Music. Трек провів 10 тижнів в нідерландських чартах, досягнувши 36-й позиції . Цей же сингл був включений Арміном ван Бюреном в його збірку A State Of Trance Year Mix 2007 року. Восени 2007 року після виходу диска Armin Van Buuren «Universal Religion chapter 3», Dash Berlin здобув популярність. На цьому диску вперше був присутній трек «Till The Sky Falls Down», який відразу  став синглом. Справжня популярність прийшла до колективу пізніше, після виходу в світ в 2009 році синглів «Man On The Run», «Waiting» і дебютного альбому «The New Daylight».
За підтримки  Armada Music Dash Berlin разом з Cerf Mitiska та Jaren створє власний лейбл «Aropa Records» (Незабаром він став дочірнім лейблом Armada Music), де першим релізом стає його другий сингл "Man On The Run» - трек, який підкорив всі світові танцювальні чарти взимку 2009 року.
У  2009 році Dash Berlin досяг 21 місця рейтингу DJ List. Трек «Waiting» отримав номінацію "Best Trance Track" 2009 року. У 2010 Dash номінований на "Best European DJ" на IDMA's. І потрапив у DJ Mag Top 100 відразу на 15 місце. Наступного року, у цьому ж рейтингу Dash Berlin займає уже 8е місце.  . У 2012 Dash Berlin отримує номінацію 'Best Trance Track' на IDMA's за трек з Jonathan Mendelsohn "Better Half Of Me".[джерело?]

## Дискографія

### Студійні альбоми
- The New Daylight (2009)
- The New Daylight [The Remixes] (2010)
- #musicislife (2012)
- #musicislife #deluxe (2013)
- We Are (Part 1) (2014)

### Сингли
- Till The Sky Falls Down (2007)
- Man On The Run (2009)
- Waiting (2009)
- Never Cry Again (2010)
- Janeiro (2010)
- Disarm Yourself (2011)
- Earth Hour (2011)
- Better Half Of Me (2011)
- World Falls Apart (2012)
- Fool For Life (2013)

### Ремікси
- Cerf, Mitiska & Jaren — You Never Said
- Depeche Mode — Peace
- Dash Berlin With Cerf, Mitiska & Jaren — Man On The Run (Dash Berlin 4AM Mix)
- Medina — You & I
- Dash Berlin Feat. Emma Hewitt Waiting (Dash Berlin 4AM Mix)
- Never Cry Again (Dash Berlin 4AM Mix)
- Dash Berlin Feat. Solid Sessions — Janeiro (Dash Berlin 4AM Mix)
- Dash Berlin Feat. Susana — Wired (Dash Berlin 4AM Mix)
- First State feat. Sarah Howells — Reverie
- Filo & Peri feat. Audrey Gallagher — This Night
- Morning Parade — A&E
- Dash Berlin Feat. Emma Hewitt — Disarm Yourself (Dash Berlin 4AM Mix)
- Dash Berlin — Till The Sky Falls Down (Dash Berlin 4AM Mix)
- Armin van Buuren & Sophie Ellis-Bextor - Not Giving Up On Love (Dash Berlin 4AM Remix)